# 永比
永比（瑞典語發音：[ˈjɵ̂ŋːbʏ] ⓘ）是瑞典克鲁努贝里省永比市镇的一个镇。